# François Antoine

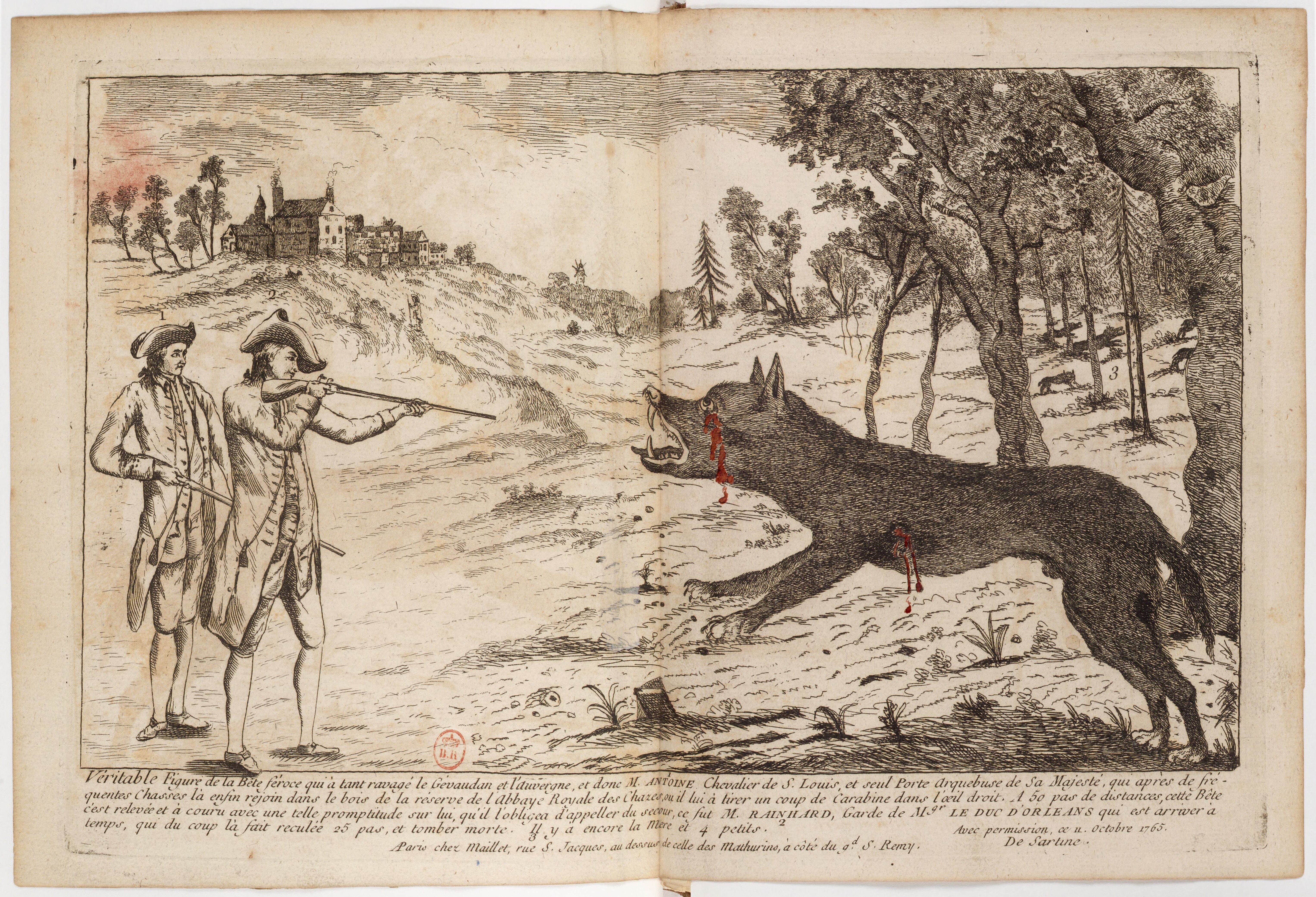
François Antoine erschießt am 20. September 1765 in einem zur Abtei Les Chazes gehörenden Wald nahe Saint-Julien-des-Chazes einen großen Wolfsrüden. Hinter Antoine steht der Jagdaufseher Reinchard. Auf dem dargestellten Ereignis basiert die Legende, Antoine habe die „Bestie des Gévaudan“ erlegt. Zeitgenössischer Druck, teilweise koloriert.

François Antoine (* 1695; † 8. September 1771 in Dax im heutigen französischen Département Landes) hatte renommierte Positionen am Hof französischer Könige inne und war unter anderem der persönliche Waffenträger (porte-arquebuse: „Arkebusen-Träger“) von Ludwig XV. Berühmt wurde er durch seine Jagd auf die Bestie des Gévaudan, die er fälschlich beanspruchte, erlegt zu haben.

## Familie

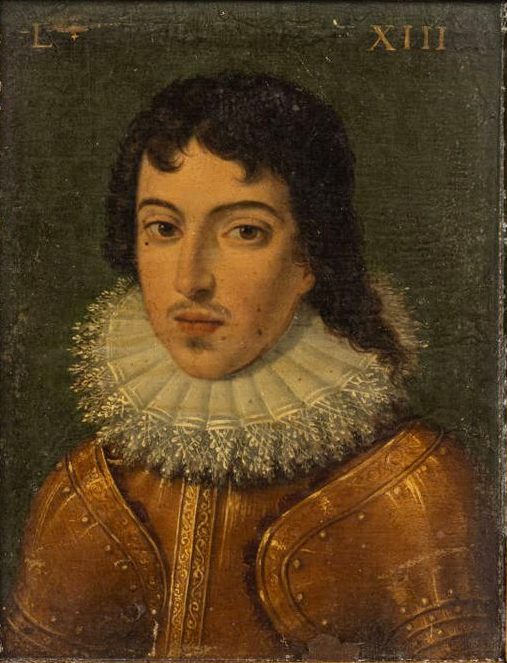
Ludwig XIII. Der Urgroßvater von François Antoine wurde 1614 sein Kammerdiener und legte am Hof den Grundstein für die Karrieren von Familienmitgliedern nachfolgender Generationen.

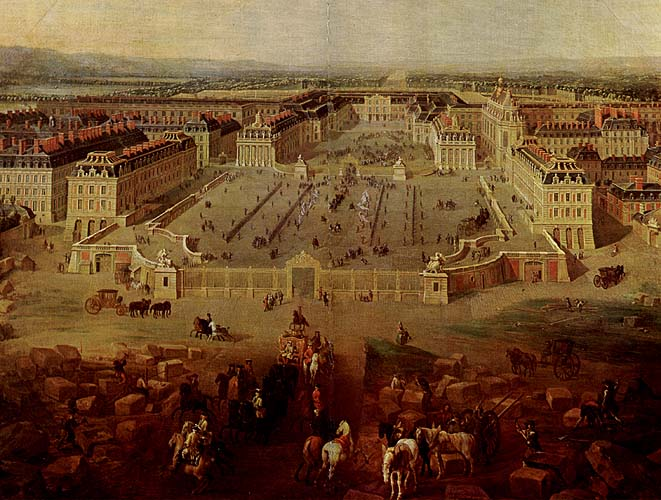
Schloss Versailles zu der Zeit, als François Antoine der persönliche Waffenträger von Ludwig XV. war. Gemälde von Pierre-Denis Martin, 1722

Antoines Vorfahren lebten bis ins 17. Jahrhundert in einfachen Verhältnissen. Jacques Antoine, Urgroßvater von François Antoine, wurde 1614 Kammerdiener von Ludwig XIII. und stand damit als erster der Familie in königlichen Diensten. Begünstigt durch Protektion und geschickte Heiratsallianzen wurden Familienmitglieder ab den 1630er Jahren mit Aufgaben des höfischen Zeremoniells betraut. Gegen Ende der Regierungszeit von Ludwig XIV. bekleideten sie in Versailles angesehene Ämter; auf das Amt des persönlichen Waffenträgers hatte die Familie Antoine praktisch ein Monopol. Der persönliche Waffenträger begleitete den König unter anderem bei dessen Jagdausflügen zu Pferd und war für die Pflege und Instandhaltung der Schusswaffen des Königs verantwortlich. Als Arkebusen außer Gebrauch kamen, hieß der persönliche Waffenträger weiterhin porte-arquebuse.

### Eltern und Geschwister
François Antoines Vater, Jean-Marc Antoine (1669–1737), Seigneur de Champeaux, war ab 1682 persönlicher Waffenträger des Königs und „Inspekteur des Waldes und der Verwaltung in Saint-Germain-en-Laye“ (inspecteur de la forêt et capitainerie de Saint-Germain). Er wurde 1723 nach vielen Dienstjahren geadelt; damit gehörte auch sein Sohn François dem Adel an. François Antoines Mutter, Marie Cécile Le Maire († 1746), war die Tochter eines Pariser Bankiers; sie heiratete Jean-Marc Antoine 1692. François Antoine hatte zwei Geschwister: Françoise Elisabeth und Robert Jean († 1769).

### Ehefrauen und Kinder
François Antoine heiratete 1723 Marie Catherine Guérin († vor 1744); Marie Catherines Vater war Präsident (Bâtonnier) der Anwaltskammer des Pariser Parlements. Nachdem Marie Catherine verstorben war, heiratete François Antoine 1744 Elisabeth Longy († 1800); Elisabeth war die Tochter eines wohlhabenden Steuereintreibers.
Aus der Ehe mit Marie Catherine gingen folgende Kinder hervor:
- Jean François (getauft 1724), persönlicher Waffenträger des Königs, Hauptmann des Kavallerieregiments von Saint-Jal, Träger des Ordens Chevalier de Saint Louis, Erster Bürgermeister von Saint-Germain-en-Laye (1783 bis 1788)
- Ambroise (* 1727; † 1796), Hauptmann der Kavallerie, Träger des Ordens Chevalier de Saint Louis
- Marie Cécile (* 1729; † 1788)[13][14][15]

Aus der Ehe mit Elisabeth gingen folgende Kinder hervor:
- Elisabeth Marie (* 1744; † 1816)
- Sophie Victoire
- Robert François Marc Antoine de Beauterne (* 1748; † 1821), persönlicher Waffenträger des Königs als Nachfolger seines Halbbruders Jean François, persönlicher Waffenträger von Napoleon Bonaparte (1805), Chef d’escadron (1817), als Chevalier de la Légion d’honneur Träger des Ordens der Ehrenlegion (1809), Träger des Adelstitels Chevalier de l’empire (1810)[16][17]

## Karriere
François Antoine war sowohl für Ludwig XIV. als auch für Ludwig XV. Kammerdiener und ab 1717 persönlicher Waffenträger von Ludwig XV. Er wurde 1720 Lieutenant im Dragoner-Regiment von Beaucourt und erreichte 1723 den Rang eines Hauptmanns. Ab 1754 bekleidete er in der Verwaltung der königlichen Jagdgründe im Schloss Saint-Germain-en-Laye eine Position als „Sub-Lieutenant der Jagden“ (sous-lieutenant des chasses de la capitainerie de Saint-Germain). François Antoine wurde 1755 als Chevalier de Saint Louis ausgezeichnet und zum Hüter des königlichen Pulvermagazins und des Kriegswaffendepots ernannt. Er ging 1768 in den Ruhestand. Wegen einer rheumatischen Erkrankung verbrachte er 1761 und 1771 Kuraufenthalte in Dax an der südfranzösischen Atlantikküste, wo er am 8. September 1771 starb.

## Antoines Jagd auf „die Bestie“

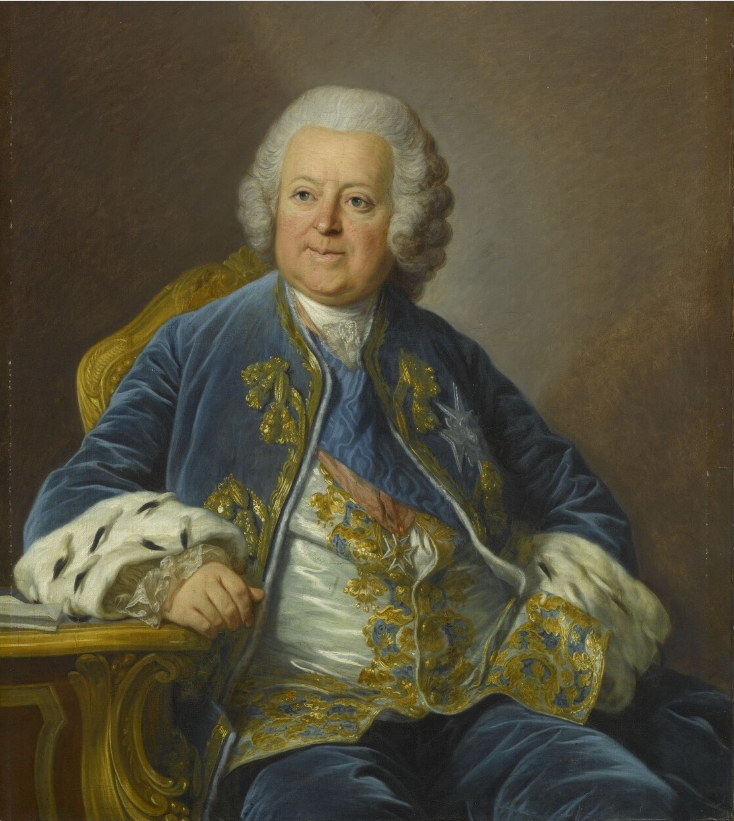
Saint-Florentin schickte Antoine zur Bestienjagd ins Gévaudan. Gemälde von Louis-Michel van Loo, 1769

### Vorgeschichte
Seit dem Frühjahr 1764 hatten sich im südfranzösischen Bergland, insbesondere in der Grafschaft Gévaudan, tödliche Raubtierangriffe ereignet. Betroffen waren vor allem Frauen und Kinder, die Weidevieh hüteten. Versuche, unter anderem der aristokratischen Landeigentümer, das Raubtier zu erlegen, schlugen fehl. Mehrmals wurden willkürlich getötete Wölfe als „die Bestie“ präsentiert, ohne dass die Angriffe nachließen. Im September 1764 wurde der Dragoner-Hauptmann Jean-Baptiste Duhamel nach Langogne in den Osten des Gévaudan entsandt, wo sich die Angriffe konzentrierten. Trotz Duhamels enormen Aufgebots an Treibern und Jägern und trotz seiner sorgfältigen Planung der Treibjagden entkam das Raubtier.
Angesichts der Anfang 1765 dramatisch zunehmenden Angriffe, über die auch die internationale Presse berichtete, schickte der Hof in Versailles den seinerzeit berühmten normannischen Wolfsjäger Jean-Charles d’Enneval ins Gévaudan. Bald nach ihrer Ankunft Ende Februar beklagten sich d’Enneval und sein Sohn Jean-François, der ihn begleitete, Duhamel würde das Raubtier durch seine jagdlichen Aktivitäten warnen und so einen Erfolg der d’Ennevals verhindern; Duhamel wurde daraufhin zurückbeordert. Die d’Ennevals hatten jedoch die eigenen Fähigkeiten und Möglichkeiten in der ausgedehnten, schwer zugänglichen Bergregion überschätzt und gerieten bei örtlichen Behördenvertretern wegen ihres unzureichenden Engagements und wegen des ausbleibenden Jagderfolgs in Misskredit. Ende Mai 1765 hatten die Beschwerden Versailles erreicht und der Ministre d’État Louis Phélypeaux de Saint-Florentin beauftragte François Antoine, ins Gévaudan zu reisen, um die Kontrolle über die Jagden zu übernehmen. Die d’Ennevals wurden im Juli 1765 angewiesen, sich aus dem Gebiet zurückzuziehen.

### Rätselhaftes Raubtier

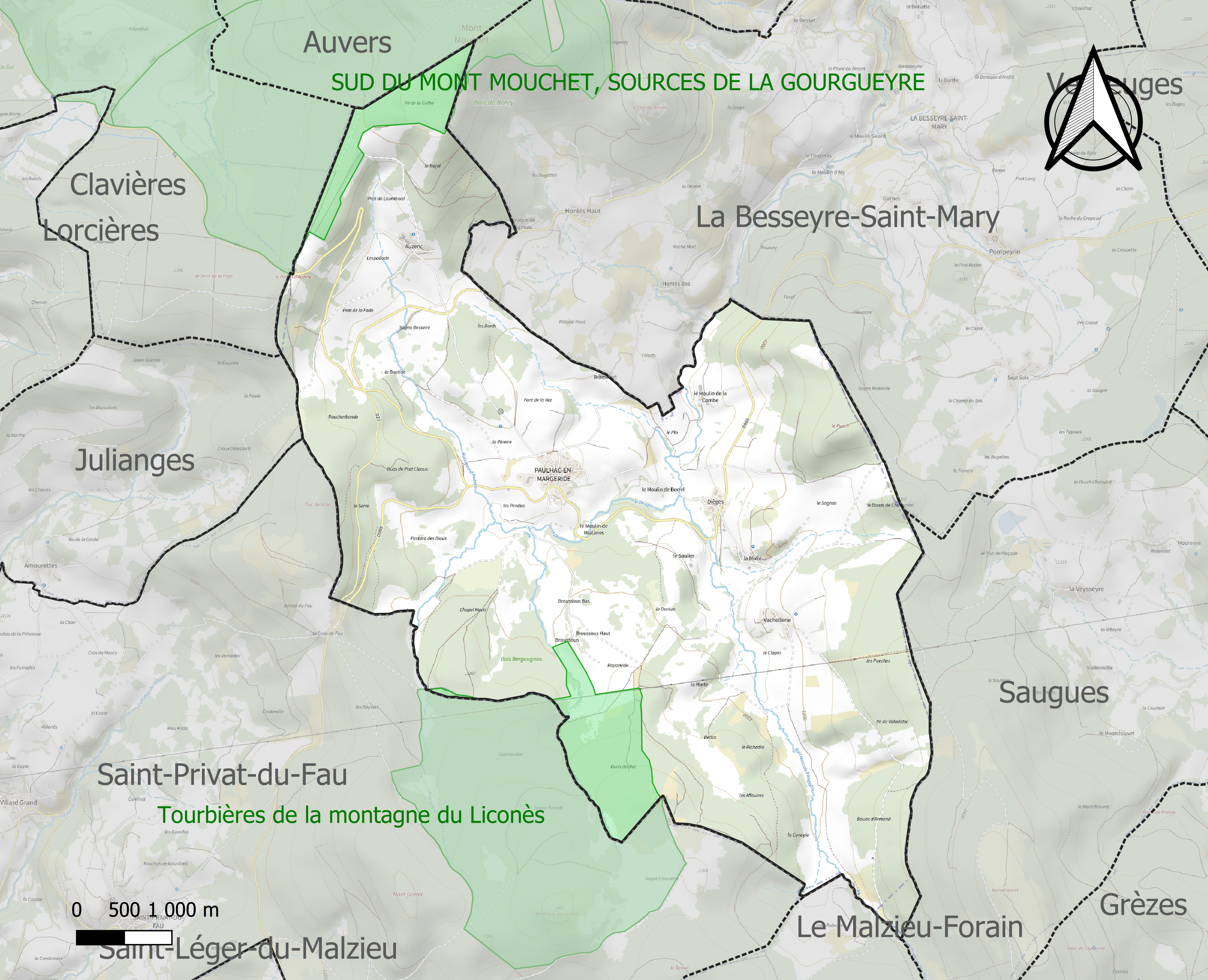
Vachellerie, der Wohnort der am 8. September 1765 angegriffenen Marie-Jeanne Barlier, liegt in rund 1200 Meter Höhe im Bergland der Margeride. Der hell hervorgehobene Kartenausschnitt ist das Gemeindegebiet von Paulhac-en-Margeride. Auch in umliegenden Gemeinden (Auvers, Lorcières, Julianges, Saugues, La Besseyre-Saint-Mary, Venteuges) wurden während des Aufenthalts von Antoine Menschen durch Raubtierangriffe verletzt oder getötet.

Antoine erreichte am 22. Juni 1765 Malzieu im Norden des Gévaudan. Begleitet wurde er von seinem Sohn Robert François, von Reinchard (oder Rinchard), Jagdaufseher (garde-chasse) in Diensten des Herzogs von Orléans, sowie von 13 weiteren Jägern; auch Jagdhunde wurden mitgebracht. Die Mitglieder der Gruppe galten als hervorragende Schützen. Unklar war jedoch, was für eine Art von Raubtier sie jagen sollten. Antoine vermutete, „ein Wolf oder vielleicht mehrere [Wölfe]“ attackierten die Menschen im Gévaudan, schloss jedoch auch ein fremdartiges Tier nicht aus. So formulierte er unter anderem auf einem Plakat, mit dem er die Bevölkerung zur Unterstützung aufrief, es gelte, „die grausame Bestie oder die Wölfe“ (« la bête cruelle ou les loups ») zu vernichten. Duhamel, der das Tier aus der Nähe gesehen hatte, hielt es für ein Raubtier aus der Verwandtschaft des Löwen. Auch d’Enneval senior berichtete ebenso wie andere Jäger über Beobachtungen, die mit einem Wolf als Angreifer nicht vereinbar waren.
Während Antoines Aufenthalt im Gévaudan ereigneten sich weitere Angriffe, manche mit tragischem Ausgang. Am 9. September 1765 wurde Antoine um ein Uhr in seiner Unterkunft im Schloss Besset (bei La Besseyre-Saint-Mary) geweckt. Man berichtete ihm, die zwölfjährige Marie-Jeanne Barlier aus Vachellerie (Gemeinde Paulhac-en-Margeride, gut vier Kilometer südlich von Schloss Besset) sei am Vorabend nicht von der Viehweide heimgekehrt; ein Bauer habe ihre Haube gefunden und den Eltern gebracht. Um vier Uhr traf Antoine mit einer Suchmannschaft, die noch in der Nacht aus umliegenden Gemeinden zusammengestellt worden war, am Ort von Marie-Jeannes Verschwinden ein. Man fand auf einer von Gehölzen umrandeten Wiese bei einem Bach einen blutigen, von Raubtierzähnen durchlöcherten Kleidungsfetzen sowie einen Stock, von dem das Kind die Rinde geschält hatte. In der Nähe lag weitere blutgetränkte und zerrissene Kleidung. „Viel weiter oben, in einem Heidegebiet, wurde die unbekleidete Leiche des Mädchens gefunden … Wir kamen zu dem Schluss, dass dieses Tier große Kraft gehabt haben musste, um den Körper des Mädchens so weit und so hoch zu tragen.“ (« Beaucoup plus haut, dans une place de bruyère, a été trouvé tout nu le cadavre de cette fille … Nous avons ainsi jugé qu’il fallut que cet animal eût une grande force pour avoir porté aussi loin et aussi haut le corps de ladite fille … »).

### Der Wolf von Les Chazes

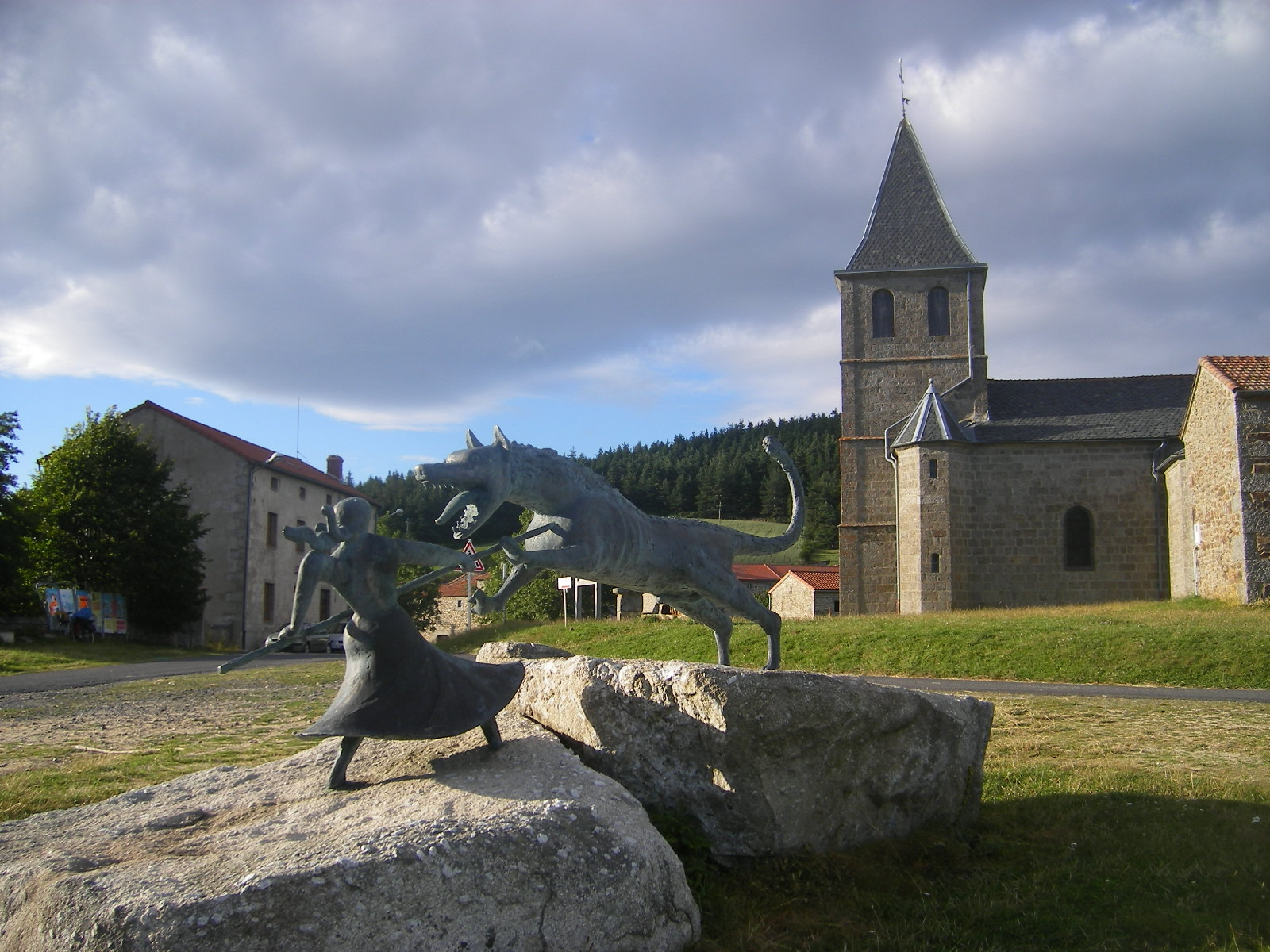
Die 19-jährige Marie-Jeanne Vallet verletzt das angreifende Raubtier mit einer Lanze. Moderne Plastik in Auvers

Mitte September 1765 erfuhr Antoine, Wölfe hätten in den Wäldern der königlichen Abtei Les Chazes in der südlichen Auvergne (die an den Norden des Gévaudan grenzte) „viele Schäden angerichtet“; von Angriffen auf Menschen war jedoch nicht die Rede. Während einer dort am 20. September veranstalteten Jagd trieben Jagdhunde Antoine einen großen Wolfsrüden vor seine Muskete. Antoine schoss auf das Tier, das getroffen zu Boden ging, sich jedoch aufrappelte, in Antoines Richtung torkelte und von einem Schuss Reinchards endgültig niedergestreckt wurde. Wegen der Größe des Tieres und seines Gewichts von angeblich 130 livres (knapp 64 Kilogramm; ein livre entsprach nicht ganz dem heutigen Pfund) könne es sich, so Antoine, „gut um die grausame Bestie oder einen menschenfressenden Wolf handeln“ (« ce pourrait bien être la Bête cruelle, ou un loup dévorant »). Der Wolf war laut Smith „etwas größer als ein typischer Wolfsrüde“ der damaligen Zeit, doch erlaubten es weder das Gewicht noch die Größe des Tieres, das Tier als Bestie einzuordnen.
Der Wolf wurde ins Schloss Besset gebracht, wo der Chirurg Boulanger den Kadaver sezierte, aber keinen Hinweis darauf fand, dass das Tier von einem Menschen gefressen hatte. Allerdings behaupteten acht herbeizitierte Zeugen, das Tier als Angreifer wiederzuerkennen. Diese Zeugen, des Lesens und Schreibens unkundige Bauern, unter ihnen Kinder, waren einzeln ins illustre Ambiente des Schlosses geführt worden und dort von Antoine, dem Abgesandten des Königs, im Kreis lokaler Würdenträger und livrierter Offizieller des Versailler Hofs befragt worden. In dieser Atmosphäre hatten sie laut Smith kaum die Wahl, etwas anderes als das von den anwesenden Honoratioren Erwartete auszusagen. Lediglich Marie-Jeanne Vallet, die sich und ihre Schwester am 11. August 1765 auf einer Flussinsel bei Paulhac mit einer Lanze gegen die Bestie verteidigt hatte, deutete Widerspruch an. Sie sollte eine Verletzung des Wolfs als von ihr verursacht identifizieren, antwortete jedoch, sie könne sich nicht erinnern, wo sie den Angreifer verletzt habe. Dies sei, so Smith, das Äußerste an Zweifel, das die Protokollanten zur Niederschrift zugelassen hätten.

### Reaktionen in Versailles

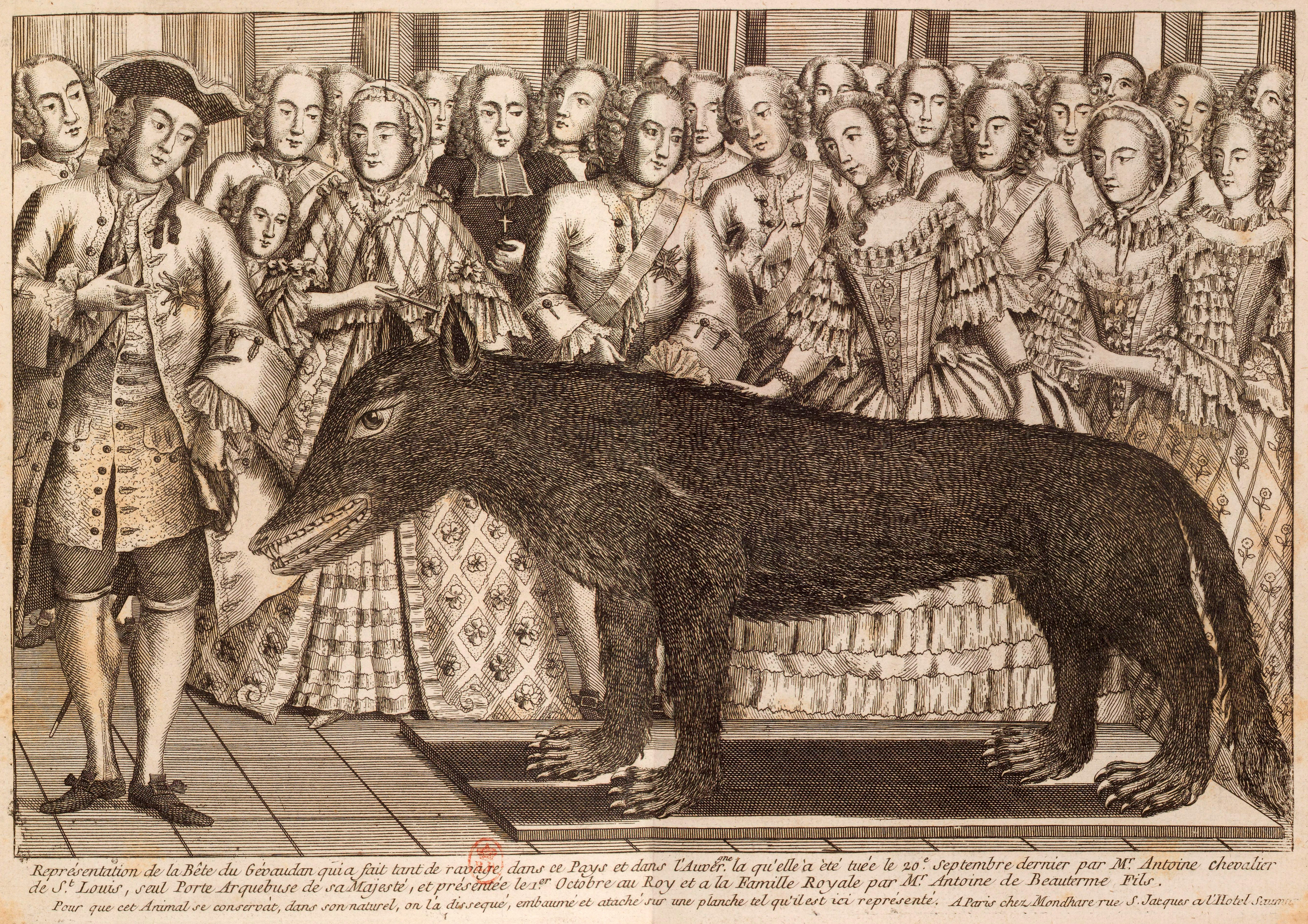
Ludwig XV. (links) präsentiert den von François Antoine erlegten Wolf. Der unzureichend konservierte Kadaver war, wohl mit einer inneren Stützstruktur versehen, auf ein Brett montiert worden. Anders als dargestellt hatte das Tier die normalen Körperbaumerkmale eines Wolfs. Druck von etwa 1765

Der Kadaver wurde von Antoines Sohn zum Intendanten der Auvergne, Simon-Charles de Ballainvilliers, nach Clermont transportiert, während Antoine bei Les Chazes Jagd auf die im Gebiet beobachtete Wolfsfähe und ihre Jungen machte. Ballainvilliers informierte den Hof in Versailles, Antoine habe „eine monströse Bestie“ erlegt, und deutete an, es könne sich um eine Hyäne handeln. Das Tier werde unverzüglich nach Versailles gebracht. Antoine bat Ballainvilliers brieflich, von einem Holzbildhauer eine hölzerne Skulptur herstellen zu lassen, auf der das Fell montiert und dann in Versailles präsentiert werden solle. Der Intendant entschied jedoch, den Wolf „einbalsamiert“ und ohne hölzernen Kern zum Hof zu schicken.
In Versailles wurde Antoines Beute begeistert erwartet. Nicht zuletzt wegen seiner angeschlagenen Reputation hatte der König eine hohe Prämie für die Tötung der Bestie ausgesetzt. Nachdem die Nachricht über die erfolgreiche Jagd am Hof eingetroffen war, berichtete Antoines Frau: Der König „redet ununterbrochen darüber“. Saint-Florentin schrieb, Antoine sei der Held seiner Familie, der er Ruhm gebracht habe. Das Präparat erreichte Versailles am 1. Oktober und wurde im Vorzimmer der Königin ausgestellt, wo es mehrere Tage Höflingen, Botschaftern und anderen Würdenträgern präsentiert wurde. Die Besucher waren jedoch wenig beeindruckt. Die Gazette de France berichtete, das Tier sei „eindeutig ein Wolf, ungewöhnlich weder in seiner Größe noch im Körperbau“ (« un véritable loup, qui n’avait rien d’extraordinaire ni pour la taille ni pour la conformation »). Der König erklärte das Drama um die Bestie daraufhin für beendet: Den Ängsten der Nation habe also „nichts Außergewöhnliches“ zugrunde gelegen.

### Erneute Angriffe
Für die Menschen im Gévaudan hatte sich nichts geändert. Der curé (katholischer Gemeindepriester) von Lorcières, Jean-Baptiste Ollier, bestand auf seiner Einschätzung, die Bestie sei nicht tot und sie sei kein Wolf: Antoine und andere seien einem Irrtum unterlegen, indem sie Jagd auf einen Wolf gemacht hätten. Ollier präsentierte eine bis weit in den Oktober 1765 reichende Aufzählung von Raubtierangriffen, die sich nach Antoines Jagd ereignet hatten. Auch der Unterdelegierte Montluc berichtete, alle Einwohner von Lorcières, die das Tier gesehen hätten, würden schwören, es sei noch immer dasselbe Tier, und es sei kein Wolf. Im Dezember 1765 ereigneten sich weitere Angriffe, die letzte Zweifel daran zerstreuten, dass das Raubtier weiterhin Menschen attackierte.
Doch für den Hof in Versailles waren die Bestienangriffe „ein abgeschlossenes Kapitel“: Man wollte weder den König in Verlegenheit bringen noch den Status von Antoine gefährden, der schließlich ein treuer Diener der Krone war. Antoine erhielt außer Aufwandsentschädigungen und auf die Bestie ausgesetzten Belohnungen eine jährliche Pension. Ihm wurde erlaubt, sein Familienwappen zu ändern, das jetzt auch einen sterbenden Wolf zeigte.
Im Gévaudan wurden nach Antoines Jagd bis 1767 weitere 25 Menschen durch Raubtierangriffe getötet. Im Juni 1767 wurde erneut ein erschossener Wolf als Bestie präsentiert, ebenfalls unter fragwürdigen Umständen. Die damaligen Ereignisse wurden im Marin-Bericht dargestellt.